# USS Jallao (SS-368)
El Narciso Monturiol (S-35) fue un submarino clase Balao de la Armada Española, en servicio entre 1971 y 1982. Originalmente, fue construido en 1943 para la Armada de los Estados Unidos, en la que se desempeñó como USS Jallao (SS-368).

## Construcción y características
Fue construido por el Manitowoc Shipbuilding Co., en Manitowoc, Wisconsin. La puesta de quilla fue el 29 de septiembre de 1943 y la botadura el 	12 de marzo de 1944. El USS Jallao (SS-368) entró en servicio en la Armada de los Estados Unidos el 8 de junio de 1944.
El submarino, integrante de la clase Balao, desplazaba 1975 t en superficie, mientras que sumergido desplazaba 2540 t. Tenía una eslora de 93,3 m, una manga de 8,2 m y un calado de 5,2 m. Era propulsado por un sistema diésel-eléctrico, compuesto por tres motores diésel y dos motores eléctricos que transmitían a dos hélices, con las cuales alcanzaba los 20 nudos de velocidad en superficie, y 15 nudos sumergido. Su armamento consistía en 10 tubos lanzatorpedos de calibre 533 mm.

## Historial de servicio

### Estados Unidos
El USS Jallao fue un submarino participó en diferentes acciones durante la Segunda Guerra Mundial. El 25 de octubre de 1944 en la batalla de Cabo Engaño de la Campaña de Filipinas (1944-1945) detectó mediante el radar al crucero japonés Tama y le lanzó siete torpedos, tres de los cuales alcanzaron su objetivo y provocaron el hundimiento del buque en la posición 21°23′N 127°19′E / 21.383, 127.317. El 11 de agosto de 1945, mientras patrullaba las aguas del Mar de Japón, descubrió y hundió al carguero de 6000 toneladas Teihoku Maru en la posición 38°33′N 133°12′E / 38.550, 133.200.
En 1953, fue actualizado de acuerdo al programa Guppy IIA.

### España
El 26 de junio de 1974, Estados Unidos vendió el USS Jallao a España bajo el Security Assistance Program. La Armada Española lo bautizó como Narciso Monturiol (S-35), en memoria de este ingeniero e inventor español, siendo el tercer buque en portar el citado nombre en la Armada Española. Los marinos españoles se hicieron con el buque en New London, donde les esperaba junto al USS Bang (luego, Cosme García).
El buque fue retirado el 31 de diciembre de 1984. Fue el último Guppy en ser retirado del servicio en España.